# Oxford (Nieuw-Zeeland)
Oxford is een plaats in de Nieuw-Zeelandse regio Canterbury. De plaats heeft de vorm van een twee kilometer lang lint.

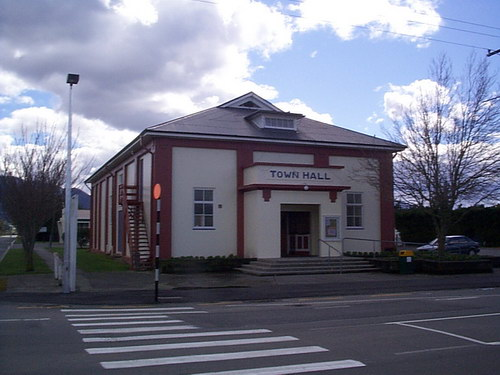
Dorpshuis